# Lijst van voetbalinterlands Cambodja - Myanmar (vrouwen)
Deze lijst van voetbalinterlands is een overzicht van alle officiële voetbalinterlands tussen de nationale vrouwenteams van Cambodja en Myanmar. De landen hebben tot nu toe drie keer tegen elkaar gespeeld. 

## Wedstrijden
| № | Plaats   | Datum            | Competitie                            | Wedstrijd          | Uitslag |
| - | -------- | ---------------- | ------------------------------------- | ------------------ | ------- |
| 1 | Chonburi | 18 augustus 2019 | Zuidoost-Aziatisch kampioenschap 2019 | Cambodja − Myanmar | 1 − 10  |
| 2 | Biñan    | 9 juli 2022      | Zuidoost-Aziatisch kampioenschap 2022 | Myanmar − Cambodja | 3 − 0   |
| 3 | Kunming  | 17 maart 2023    | Vriendschappelijk                     | Cambodja − Myanmar | 0 − 4   |

## Samenvatting
| Competitie                       | Totaal gespeeld | Winst Cambodja | Gelijk | Winst Myanmar | Doelsaldo Cambodja – Myanmar |
| -------------------------------- | --------------- | -------------- | ------ | ------------- | ---------------------------- |
| Zuidoost-Aziatisch kampioenschap | 2               | 0              | 0      | 2             | 1 − 13                       |
| Vriendschappelijk                | 1               | 0              | 0      | 1             | 0 − 4                        |
| Totaal                           | 3               | 0              | 0      | 3             | 1 − 17                       |